# Wampusirpe
Wampusirpe o Wampusirpi (del Misquito ‘Pequeño caño’) es un municipio del departamento de Gracias a Dios en la República de Honduras.

## Toponimia
El nombre de la población probablemente proviene de la lengua tawahka y significa caño o quebrada pequeño/a, en referencia al caño que comunica la comunidad con el río Patuca.

## Ubicación
Situado en plena Mosquitia.
| Orientación | Límite                                      |
| ----------- | ------------------------------------------- |
| Norte       | Municipio de Brus Laguna, Gracias a Dios    |
| Sur         | República de Nicaragua                      |
| Este        | Municipio de Ahuas, Gracias a Dios          |
| Este        | Municipio de Puerto Lempira, Gracias a Dios |
| Oeste       | Municipio de Dulce Nombre de Culmí, Olancho |

## Historia
Wampusirpi era un poblado de la Mosquitia en las proximidades de los ríos Wampú y Patuca en una región habitada por tawahkas y miskitos. Pobladores llegaron a la región y se asentaron en Wampusirpi en 1925; entre ellos estaban las familias Barahona, Angulo, y Cuevas. La aldea de Bodega fue poblada en 1909, la de Tukrun en 1920, y la de Kurhpa en 1929. La comunidad de Tukrun fue poblada por miembros de las familias Mena y Herrera en los años 1960.
Durante la expansión de la Hermandad de Moravia en la Mosquitia, la comunidad religiosa se estableció en Wampusirpi en 1947; para 1995, la congregación morava de Wampusirpi contaba con una membresía de 491.
La municipalidad de Wampusirpi fue establecida por el gobierno de Carlos Roberto Reina en el 20 de agosto de 1996 como parte de una reorganización de los dos municipios del departamento de Gracias a Dios, Brus Laguna y Puerto Lempira, siendo uno de los municipios de más reciente fundación del país.

## Geografía humana

### Organización territorial
Aldeas: 5 (2013)
Caseríos: 40 (2013)
| Código | Aldea           |
| ------ | --------------- |
| 090501 | Wampusirpi      |
| 090502 | Krausirpi       |
| 090503 | Kurhpa          |
| 090504 | Pimienta        |
| 090505 | Tukrun          |
|        | Raya            |
|        | Gozen           |
|        | Ahuastingny     |
|        | Nueva Esperanza |
|        | Arenas Blancas  |
|        | Bella Vista     |
|        | Panzana         |
|        | Krautara        |
|        | Yapuhas         |

### Demografía
La mayor parte del término municipal está despoblado, casi todos sus habitantes, de los grupos étnicos miskitos, tawahkas, pech[cita requerida] y ladinos, residen en aldeas y caseríos a orillas del imponente río Patuca.
Para el XVII Censo de Población y VI de Vivienda en 2013, el municipio tenía una población total de 5,670 personas.
Para el censo de 2013, la distribución de autoidentificación étnica en la población del municipio era: 4,894 indígenas (86.31%); 2 afrohondureños (0.04%) y 9 negros (0.16%); 723 mestizos (12.75%); 24 blancos (0.42%); y 18 se autoidentificaron con otra etnia (0.32%). Entre los 4,905 que se identificaron con un pueblo indígena habían: 4,040 (82.36%) miskitos; 852 (17.37%) tawahkas; 3 (0.06%) lencas; 1 (0.02%) maya; 1 nahua; y 8 (0.16%) se identificaron con otro; 765 personas no se identificaron con un pueblo indígena.

#### Migración
En 2013, 4,839 de los habitantes (84.22%) nacieron en el municipio, 878 (15.27%) nacieron en otro municipio del país, y 29 (0.51%) nacieron en otro país. 
De los que nacieron en otro municipio del país, la mayoría, 560 (64.44%), eran del mismo departamento de Gracias a Dios. 133 (15.3%) eran de Olancho, 39 (4.49%) de Atlántida, 33 (3.8 %) de Colón, 28 (3.22 %) de Comayagua, 20 (2.3 %) de El Paraíso, 20 de Francisco Morazán, 8 personas de Choluteca, 7 de Copán, 5 de Cortés, 5 de Yoro, 3 de Santa Bárbara, 2 de Intibucá, 2 de las islas de la Bahía, 2 de Lempira, y 2 personas de Valle. De los que nacieron fuera del país, 13 eran de Nicaragua, 6 de los Estados Unidos de América, y 2 de Guatemala; también habían personas que se identificaron como procedentes de Belice, Canadá, Colombia, Alemania, y España, así como una persona de América Central y una del continente de África. La mayoría, 12 personas, anotaron el tiempo de su llegada a Honduras en los cuatro años antecedentes al 2013; 8 tenían una fecha de llegada no determinada, y el resto, 7 personas, señalaron su llegada entre los años 1985 y 2005.
Para 2013, 5 personas del municipio fueron registradas como habiendo emigrado a los Estados Unidos desde 2005. 

#### Evolución
Para el censo de 1988, el entonces poblado de Wampusirpi tenía una población de 678; Tukrun tenía una población de 210, 303 en Kurhpa, y 176 en Pimienta. En el censo de 2001, el municipio tenía una población total de 3,897.

### Economía
El municipio de Wampusirpi la población en general misquitos, ladinos, tawahka se dedica a la ganadería (mayor, menor) y a la agricultura. Se dedican al cultivo de granos básicos, especialmente el maíz en pequeña escala, así como el cacao y tubérculos como la yuca.

## Cultura
Los pobladores son apegados a sus costumbres y tradiciones. Aún hay comunidades que mantienen sus tradiciones de vestimenta y forma de trabajar la tierra en familia. El municipio cuenta como patrimonio con la reserva de la biosfera del río Plátano, el parque nacional Warunta y la biosfera Tawahka Warunta. Son populares los encuentros deportivos y bailes.
La comunidad de Wampusirpi celebra la fiesta de Navidad que se inicia desde el mes de noviembre y termina a finales de enero. También se celebra la feria del cacao en el mes de agosto.

### Gastronomía
La base de la gastronomía en Wampusirpi el consumo del wabul, el tapado, arroz con coco, pescado enhuevado, ulán, y bruñía. El ulán es un atol de maíz molido y la bruñía es un atol de yuca cocida y fermentada.